# Cuban Bennett
Theodore „Cuban“ Bennett, auch Cuba Bennett, (* 1902 in McDonald, Washington County, Pennsylvania; † 28. November 1965 in Pittsburgh) war ein US-amerikanischer Jazztrompeter.
Bennett nahm niemals auf, aber hatte in den 1920er Jahren einen Ruf für harmonisch fortgeschrittenes, seiner Zeit vorausgreifendes Trompetenspiel und beeinflusste damit auch seinen Cousin Benny Carter, mit der Trompete zu beginnen. Roy Eldridge urteilte über ihn: Man kann ihn als den ersten Modernen bezeichnen. Ähnlich urteilten Benny Carter und Dickie Wells. Er arbeitete im Raum New York, war aber zu unstetig, um länger bei einer Band zu bleiben (außer einige Zeit bei Bingie Madison in einer New Yorker Taxi Dance Hall) und zog es vor, herumzuziehen und zu experimentieren. Er trank auch viel und verschwand eines Tages aus der Szene; nach Dickie Wells zog er sich auf die geerbte Farm zurück. Nach einer Zeitungsmeldung von 1959 lebte er einige Zeit in Camden (New Jersey) und in Virginia, bevor er wieder in seine Heimatstadt McDonald zog.
Danny Barker berichtet von einem Besuch im Rhythm Club in New York City 1930 mit seinem Onkel Paul Barbarin, bei der sie einen Cutting Contest zwischen den Trompetern Rex Stewart, Cuba Bennett und Bobby Stark erlebten: „Cuba Bennett was the most highly respected trumpet player at that time in New York City. He is a cousin of Benny Carter, and the great band leader boasted with authority that he could play more beautiful and complex solos than anyone in the whole world. When he played, everybody in the street and on the sidewalks rushed in.“
(„Cuba Bennet war zu dieser Zeit in New York der am meisten respektierte Trompeter. Er ist ein Cousin von Benny Carter, und der berühmte Bandleader rühmte ihn, schönere und komplexere Soli zu spielen als irgendein Anderer weltweit. Wenn er spielte drängte jedermann aus der Straße und Umgebung hinein.“)
Barbarin bemerkte noch, dass er ihn danach kaum noch sah, da er nach Camden zog und dort eine Familie gründete.
Ahmad Jamal nahm 1959 den Titel Sophisticated Gentleman von Bennett auf (Jamal at the Penthouse, Argo 1959).
Tom Lord verzeichnet keine Aufnahmen von Bennett.

## Lexikalischer Eintrag
- Ian Carr, Digby Fairweather, Brian Priestley: Rough Guide Jazz. Der ultimative Führer zur Jazzmusik. 1700 Künstler und Bands von den Anfängen bis heute. Metzler, Stuttgart/Weimar 1999, ISBN 3-476-01584-X.